# 壹岐市
壹岐市（日语：／ Iki shi */?）是一個隸屬日本長崎縣的城市，轄區包含壹岐島全島。
主要產業包括漁業、海產加工業和畜牧業。

## 歷史
在「古事記」中，被稱為伊伎島，是日本國土誕生中最初的「大八島」之一。在中國「魏志倭人傳」中記載稱為「一支國」，屬於邪馬台國。到了令制國時代，隸屬壹岐國直到廢藩置縣為止。

### 年表
- 1889年4月1日：實施町村制，現在的轄區在當時分屬：
  - 石田郡：武生水村、渡良村、初山村、柳田村、沼津村、志原村、石田村
  - 壹岐郡：香椎村、鯨伏村、田河村、那賀村、箱崎村
- 1896年4月1日：實施郡區町村編制法，石田郡被併入壹岐郡。
- 1925年4月1日：武生水村改制為武生水町。
- 1935年4月1日：香椎村改制並改名為勝本町。
- 1947年11月3日：田河村改制為田河町。
- 1955年2月11日：
  - 武生水町、渡良村、柳田村、沼津村、志原村、初山村合併為鄉之浦町。
  - 勝本町和鯨伏村合併為新設置的勝本町。
- 1955年4月1日：田河町和那賀村合併為蘆邊町。
- 1956年9月30日：箱崎村被併入蘆邊町。
- 1958年4月1日：鄉之浦町的部分地區被併入石田村。
- 1966年7月：壹岐機場開始營運。
- 1970年8月1日：石田村改制為石田町。
- 2004年3月1日：鄉之浦町、勝本町、蘆邊町、石田町合併為壹岐市，市政府設於舊鄉之浦町。

### 變遷表
| 1889年以前 | 1889年4月1日    | 1889年 - 1912年             | 1912年 - 1949年                 | 1950年 - 1959年           | 1960年 - 1989年        | 1989年 - 現在       | 現在                |
| ---------- | --------------- | --------------------------- | ------------------------------- | ------------------------- | ---------------------- | ------------------- | ------------------- |
|            | 壹岐郡 香椎村   | 壹岐郡 香椎村               | 1935年4月1日 改制並改名為勝本町 | 1955年2月11日 勝本町      | 1955年2月11日 勝本町   | 2004年3月1日 壹岐市 | 2004年3月1日 壹岐市 |
|            | 壹岐郡 鯨伏村   |                             |                                 | 1955年2月11日 勝本町      | 1955年2月11日 勝本町   | 2004年3月1日 壹岐市 | 2004年3月1日 壹岐市 |
|            | 壹岐郡 田河村   | 壹岐郡 田河村               | 1947年11月3日 田河町            | 1955年4月1日 蘆邊町       | 蘆邊町                 | 2004年3月1日 壹岐市 | 2004年3月1日 壹岐市 |
|            | 壹岐郡 那賀村   |                             |                                 | 1955年4月1日 蘆邊町       | 蘆邊町                 | 2004年3月1日 壹岐市 | 2004年3月1日 壹岐市 |
|            | 壹岐郡 箱崎村   | 壹岐郡 箱崎村               | 壹岐郡 箱崎村                   | 1956年9月30日 併入蘆邊町  | 蘆邊町                 | 2004年3月1日 壹岐市 | 2004年3月1日 壹岐市 |
|            | 石田郡 武生水村 | 1896年4月1日 壹岐郡武生水村 | 1925年4月1日 武生水町           | 1955年2月11日 鄉之浦町    | 1955年2月11日 鄉之浦町 | 2004年3月1日 壹岐市 | 2004年3月1日 壹岐市 |
|            | 石田郡 渡良村   | 1896年4月1日 壹岐郡渡良村   | 1896年4月1日 壹岐郡渡良村       | 1955年2月11日 鄉之浦町    | 1955年2月11日 鄉之浦町 | 2004年3月1日 壹岐市 | 2004年3月1日 壹岐市 |
|            | 石田郡 柳田村   | 1896年4月1日 壹岐郡柳田村   | 1896年4月1日 壹岐郡柳田村       | 1955年2月11日 鄉之浦町    | 1955年2月11日 鄉之浦町 | 2004年3月1日 壹岐市 | 2004年3月1日 壹岐市 |
|            | 石田郡 沼津村   | 1896年4月1日 壹岐郡沼津村   | 1896年4月1日 壹岐郡沼津村       | 1955年2月11日 鄉之浦町    | 1955年2月11日 鄉之浦町 | 2004年3月1日 壹岐市 | 2004年3月1日 壹岐市 |
|            | 石田郡 志原村   | 1896年4月1日 壹岐郡志原村   | 1896年4月1日 壹岐郡志原村       | 1955年2月11日 鄉之浦町    | 1955年2月11日 鄉之浦町 | 2004年3月1日 壹岐市 | 2004年3月1日 壹岐市 |
|            | 石田郡 初山村   | 1896年4月1日 壹岐郡初山村   | 1896年4月1日 壹岐郡初山村       | 1955年2月11日 鄉之浦町    | 1955年2月11日 鄉之浦町 | 2004年3月1日 壹岐市 | 2004年3月1日 壹岐市 |
|            | 石田郡 石田村   | 1896年4月1日 壹岐郡石田村   | 1896年4月1日 壹岐郡石田村       | 1896年4月1日 壹岐郡石田村 | 1970年8月1日 石田町    | 2004年3月1日 壹岐市 | 2004年3月1日 壹岐市 |

## 交通

### 機場
- 壹岐機場

### 港口
- 鄉之浦港
- 勝本港
- 印通寺港
- 森之濱港
- 鄉之浦港

### 一般路線公車
- 壱岐交通（日语：壱岐交通）

## 觀光資源

### 景點
- 原之辻遗迹
- 壱岐市立一支国博物館（日语：壱岐市立一支国博物館）
- 壹岐湯之本溫泉
- 勝本城遺跡
- 松永記念館
- 男岳山石猿群
- 河合曾良之墓
- 文永之役古戦場
- 弘安之役古戦場
- 聖母宮（日语：聖母宮）
- 興神社
- 壱岐神社（日语：壱岐神社）

### 祭典、活動
- 壹岐之島 新春馬拉松大會：1月第二個星期日
- 牛祭：4月第二個星期日
- 壹岐巡迴慶典：6月6日
- 鄉之浦祇園山笠：7月第四個星期六
- 壹岐大大神楽公演：8月第一個星期六
- 辰之島慶典：8月第一個星期日
- 龍舟競漕大会：8月16日
- 壹岐夜空祭典：8月16日
- 聖母宮大祭：10月10日～10月14日
  - 御神幸祭：又稱十日祭，10月10日
  - 日供祭：10月10日～10月12日
  - 宵之祭：10月13日
  - 例大祭：10月14日
- 勝本港祭：10月15日
- 國分天滿宮奉納相撲：10月上旬
- 住吉神社壹岐大大神樂公演：12月20日

## 教育

### 高等學校
- 長崎縣立壹岐高等學校
- 長崎縣立壹岐商業高等學校

### 中學校
| - 壹岐市立武生水中學校 - 壹岐市立渡良中學校 - 壹岐市立沼津中學校 - 壹岐市立初山中學校 | - 壹岐市立鯨伏中學校 - 壹岐市立勝本中學校 - 壹岐市立箱崎中學校 | - 壹岐市立那賀中學校 - 壹岐市立田河中學校 - 壹岐市立石田中學校 |

### 小學校
| - 壹岐市立盈科小學校 - 壹岐市立渡良小學校 - 壹岐市立三島小學校 - 大島本校 - 長島分校 - 原島分校 - 壹岐市立柳田小學校 | - 壹岐市立沼津小學校 - 壹岐市立志原小學校 - 壹岐市立初山小學校 - 壹岐市立鯨伏小學校 - 壹岐市立勝本小學校 - 壹岐市立霞翠小學校 - 壹岐市立箱崎小學校 | - 壹岐市立瀨戶小學校 - 壹岐市立那賀小學校 - 壹岐市立田河小學校 - 壹岐市立八幡小學校 - 壹岐市立蘆邊小學校 - 壹岐市立石田小學校 - 壹岐市立筒城小學校 |

### 幼稚園
| - 壹岐市立鄉之浦幼稚園 - 壹岐市立勝本幼稚園 - 壹岐市立霞翠幼稚園 | - 壹岐市立鯨伏幼稚園 - 壹岐市立田河幼稚園 - 壹岐市立那賀幼稚園 | - 壹岐市立箱崎幼稚園 - 壹岐市立瀨戶幼稚園 - 壹岐市立石田幼稚園 |

### 保育所
| - 壹岐市立武生水保育所 - 壹岐市立渡良保育所 - 壹岐市立大島保育所 - 壹岐市立長島保育所 - 壹岐市立原島保育所 | - 壹岐市立柳田保育所 - 壹岐市立沼津保育所 - 壹岐市立志原保育所 - 壹岐市立初山保育所 - 壹岐市立勝本保育所 | - 壹岐市立蘆邊保育所 - 壹岐市立八幡保育所 - 壹岐市立石田保育所 - 壹岐市立筒城保育所 |

## 報紙
- 壹岐日報
- 壹岐日日新聞
- 新壹岐新聞

## 姊妹、友好都市

### 日本
- 諏訪市（長野縣）：由於兩地為江戶時代的俳諧師河合曾良的出生地與墓所所在地，因此1994年5月24日勝本町與諏訪市締結為友好都市，在合併為壹岐市後，兩地繼續維持友好都市之關係。
- 兵庫縣朝來市
- 福島縣楢葉町

## 本地出身之名人
- 松永安左エ門：企業家
- 下條正巳：俳優
- 白石一郎：作家
- 小金丸幾久：彫刻家

## 外部連結
- （日語） 壹岐四町合併協議會
- （日語） 壹岐市觀光協會
- （日語） 壹岐市民宿村 （页面存档备份，存于）
- （日語） 壹岐市商工會 （页面存档备份，存于）